# اویرات

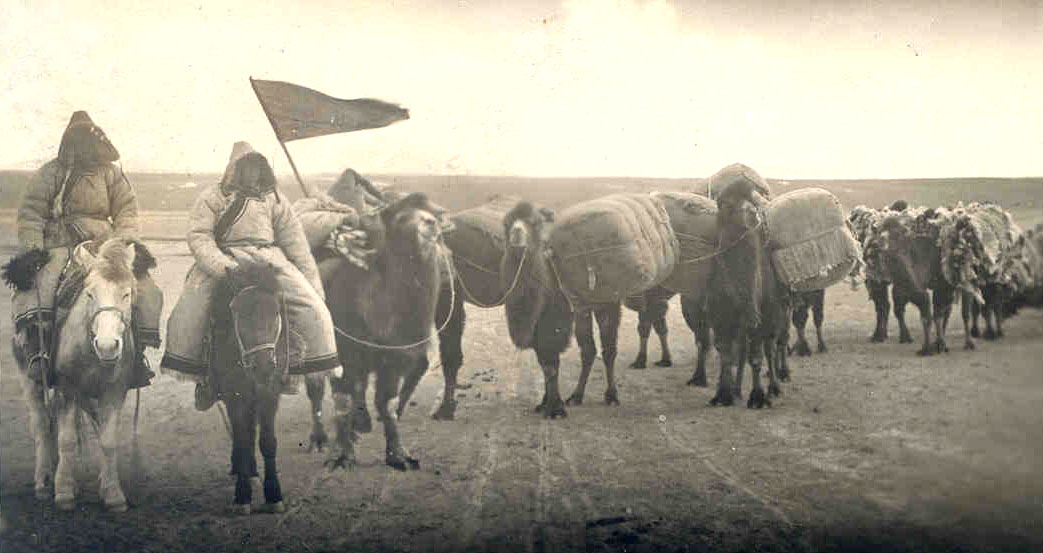
کاروان اویرات

اویرات (به مغولی: ойрад) غربی‌ترین شاخه از مغول می‌باشند که خاستگاه اصلی ایشان کوه‌های آلتای در باختر مغولستان می‌باشد.
بیشتر اویرات‌ها امروزه در قالموقستان روسیه می‌زیند و در آنجا قالموق نامیده می‌شوند. دیگر اویرات‌ها در جمهوری خلق چین و مغولستان ساکن‌اند. از لحاظ تاریخی اویرات‌ها حاصل اتحاد چهار طایفهٔ بزرگ جونغار، ترگوت، دوربت و خشوت می‌باشند.

## پیشینه
اویرات‌ها از اقوام جنگل‌نشین بودند که در زمان چنگیزخان در غرب قلمرو اولیۀ چنگیز در مغولستان زندگی می‌کردند. آن‌ها در سال ۱۲۰۷ تسلیم چنگیز شدند و در تاریخ امپراطوری مغول نقشی مهم ایفا کردند. اویرات‌ها در حدود سال ۱۶۱۵م به بودایی تبتی گرویدند.
کهن‌ترین یادکردها از وجود این مردمان به کتاب تاریخ سری مغولان، که روایتگر سلسله‌نسب خاندان چنگیز بود، و به سدهٔ سیزدهم میلادی بازمی‌گردد. اینان در اتحادیهٔ مغول شرکت جسته و در یورش هولاکو خان به ایران همراهش بودند. در آینده نظر به اینکه اویرات‌ها در حد فاصل خانات جغتای و اردوی زرین می‌زیستند، نقش مهمی در ارتباط این دو داشتند و بسیاری از خان‌های مغول زنانی اویرات اختیار می‌کردند.
دربارهٔ ریشهٔ نام ایشان اختلاف نظر هست و ممکن است تغییریافتهٔ عبارت مغولی «دوربن آورد» (Dörben Öörd) به معنای چهار متحد باشد.